# Skydancer
Skydancer — дебютний студійний альбом шведського мелодік дез-метал гурту Dark Tranquillity.  Це єдиний альбом Dark Tranquillity, у якому вокалістом є не Мікаель Станне, а Андерс Фріден. Альбом був перевипущений в 2000 році лейблом Century Media Records, разом з Of Chaos and Eternal Night EP, з новою обкладинкою.
Стиль є близький до блек-металу зі звуком важкого металу, також з'являються акустичні гітари і жіночий вокал (виконуваний шкільною подругою гурту).

## Список пісень
1. «Nightfall by the Shore of Time» − 4:46
2. «Crimson Winds» − 5:28
3. «A Bolt of Blazing Gold» − 7:14
4. «In Tears Bereaved» − 3:50
5. «Skywards» − 5:06
6. «Through Ebony Archways» − 3:47
7. «Shadow Duet» − 7:05
8. «My Faeryland Forgotten» − 4:38
9. «Alone» − 5:45

## Список учасників

### Члени гурту
- Андерс Фріден − вокал
- Мікаель Станне − гітара, бек-вокал/гармонійний вокал
- Ніклас Сундін − гітара, акустична гітара
- Мартін Генрікссон − бас-гітара, акустична гітара
- Андерс Їварп − ударні

### Запрошувані музиканти
- Анна-Кайса Евенхолл − жіночий вокал (пісні 3, 6)
- Стефан Ліндгрен − додатковий чоловічий вокал (пісня 7)

### Випуск
- Стефан Ліндгрен * − Інжиніринг
- Драган Танасчовіч− Інжиніринг
- Кенет Йоханссон − Фото